# پل درایتون (آهنگساز)
پل درایتون (انگلیسی: Paul Drayton؛ زادهٔ ۲۸ دسامبر ۱۹۴۴) آهنگساز، رهبر ارکستر، نوازنده پیانو، و آموزگار اهل بریتانیا است.
بسیاری از آثار موسیقی او آوازی هستند.